# Malaysia
Malaysia er et land i Sydøstasien, der er delt i en vestlig del på den malaysiske halvø og en østlig del på øen Borneo. På fastlandet grænser Malaysia til Thailand i nord og bystaten Singapore i syd. På Borneo grænser Malaysia til Brunei i nord og Indonesien i syd. Malaysias største by og hovedstad er Kuala Lumpur, der ligger nordvest på fastlandet. Lige syd for Kuala Lumpur ligger den administrative hovedstad Putrajaya. Malaysia er medlem af ASEAN.
Malaysia er en forholdsvis ung stat, der først fik sin endelige udstrækning i 1965, efter at Singapore trak sig ud. Staten blev grundlagt ved en sammenslutning af flere tidligere britiske besiddelser, foreløbigt i 1957 og endeligt i 1963. Formelt er Malaysia et føderalt, konstitutionelt valgmonarki, der består af tretten delstater og tre føderale territorier baserede på historiske, malaysiske kongedømmer. Kongemagten indehaves af de ledende fyrstefamilier efter et rotationsprincip.
Befolkningen er meget sammensat og består af både hjemmehørende folkeslag og indvandrere, især fra Kina og Indien. Kulturen præges af befolkningens etniske og religiøse sammensætning. Den malaysiske grundlov giver indbyggerne religionsfrihed, men islam er statsreligion og præger fx officielle højtider, men de etniske mindretal fejrer egne højtider. 
Topografien af Malaysias to hoveddele, den malaysiske halvø og den nordlige del af Borneo, er forholdsvis ensartet, med kystsletter og landskaber som i indlandet stiger op til bakker og bjerge. Store dele af landet er skovdækket. Regnskoven er hjem for et rigt plante- og dyreliv og mange endemiske arter. Skønnet 20 % af verdens kendte dyrearter, deriblandt ca. 210 pattedyrarter, findes i Malaysia, over 620 fuglearter er blevet registreret på Malayahalvøen, 250 reptilarter og tusinder af insektarter er registrerede i landet. Farvandet omkring Sipadan er blandt verdens rigeste på koral- og fiskearter.
Malaysia præges af den kraftige industrialisering, som satte ind i 1980-erne. Malaysia har et godt udbygget elektricitetsnet. Landet er rigt på naturressourcer som tin, gummi, olie, naturgas og kemikalier. Produktion af råvarer som ris spiller fortsat en stor rolle og har sammen med råvarer og industrielle produkter ligeledes en stor betydning i eksporten. To af godshavnene i landet, Port Klang i Selangor og Tanjung Pelepas i Johor, var blandt de 20 travleste i verden i 2013.

## Etymologi
Malaysia blev antaget som nyt navn på forbundsstaten i 1963, da Malaya-føderationen gik sammen med Singapore samt Sarawak og Sabah på Borneo. Navnet Malaysia tager udgangspunkt i Malaya, navnet på landet som fik uafhængighed i 1957, med tillæg af endelsen sia. Malaya antages at komme fra dravidisk og derfra til sanskrit for "bjerg". På tamilsk betyder malai også "bjerg". Endelsen sia er forklaret som henvisning til landets beliggenhed i Asien.
Oldtidens indiske handelsmænd refererede til den malaysiske halvø som Malayadvipa. Før den europæiske kolonisering blev halvøen omtalt som Tanah Melayu af de indfødte.
Fra 1800-tallet blev Malaysia benyttet som geografisk betegnelse på hele øverdenen i Sydøstasien, modsvarende Ostindien eller de østindiske øer. Navnet blev foreslået af Jules Dumont d'Urville, som i et foredrag i Société de Géographie i Paris i 1831 foreslog at dele Oceanien ind i fire dele: Polynesien, Mikronesien, Melanesien og Malaysia, det vil sige øerne vest for Ny-Guinea. Fra dette udviklede forståelsen af Malaysia sig til at omfatte Sundaøerne, med De store Sundaøer Java, Borneo, Sumatra og Sulawesi, De små Sundaøer fra Bali til Timor, samt Molukkerne og Filippinerne. Med udgangspunkt i udbredelsen af det malajiske sprog kunne Malaysia også omfatte Malayahalvøen på fastlandet.

## Geografi
Med et landareal på 329.847 km² er Malaysia verdens 67. største land. På fastlandet grænser landet til Thailand i nord og bystaten Singapore via en landforbindelse over Johorestrædet i syd. På Borneo grænser Malaysia til Brunei i nord og Indonesien i syd. Malaysia har også søgrænser til Vietnam og Filippinerne. Landegrænserne er i stor grad definerede af topografiske barrierer som floderne Golok og Perlis, der adskiller Malaysia fra Thailand. Nogle af søgrænserne i Det Sydkinesiske Hav er derimod omstridte. Sultanatet Brunei er en enklave omsluttet af den malaysiske delstat Sarawak, som også deler sultanatet i to dele. Malaysia er det eneste land med territorium både på det asiatiske fastland og i den sydøstasiatiske øverden. Tanjung Piai på Malayahalvøen er det sydligste punkt på det asiatiske fastland. Malayahalvøen skilles fra Sumatra af Malakkastrædet.
Topografien i de to dele af Malaysia er forholdsvis ensartet med kystsletter og landskaber, som stiger op til bakker og bjerge. To tredjedele af landet er skovklædt for en stor del af tropisk regnskov og mangrovesumpe og i højlandet af egetræer, kastanjer og rododendron. Malayahalvøen, som udgør 40 % af Malaysias landareal, strækker sig 740 km fra nord til syd og er på det bredeste 322 km bred. Bjergkæden Titiwangsa midt på halvøen strækker sig fra nord til syd. Det højeste bjerg i Titiwangsa er Korbu (2.183 moh.), som ligger i et skovklædt bjergområde, består overvejende af granit og andre magmatiske bjergarter. Erosion har efterladt store karstlandskaber. Bjergkæden er kilden til vandløb som den 459 km lange Pahang. Kystsletterne på halvøen er for det meste 50 km brede, og kystlinjen er 1.931 km lang. Havne findes kun på vestkysten.
De malaysiske delstater på Borneo har en kystlinje på 2.607 km. Mens størstedelen af det malaysiske Borneo ligger ved Det Sydkinesiske Hav, har delstaten Sabah også kyst mod Suluhavet og Celebeshavet. Landskabet præges af kystsletter, højder og lavninger og et bjergfyldt indland. Bjergkæden Crocker strækker sig nord over fra Sarawak og deler Sabah i to. Det højeste bjerg i området er Kinabalu (4.095 moh.), som også er det højeste i Malaysia. Kinabalu er fredet som en del af Kinabalu nationalpark, som står på UNESCOs Verdensarvsliste. I Sarawak ligger Gunung Mulu nationalpark, som omfatter det største naturlige hulesystem i verden. Nord for Borneo ligger en række øer, hvoraf den største er den 440,7 km² store Banggi.

### Flora og fauna
Regnskoven er hjem for et rigt plante- og dyreliv og mange endemiske arter. Skønnet 20 % af verdens kendte dyrearter, deriblandt ca. 210 pattedyrarter, findes i Malaysia. Over 620 fuglearter er blevet registreret på Malayahalvøen, hvor mange arter i bjergområderne er endemiske. 250 reptilarter og tusinder af insektsarter er registrerede i landet. Farvandet omkring Sipadan er blandt verdens rigeste på koral- og fiskearter. Marine økosystemer er truede af overfiskeri, forurenende udslip og fiskeri med dynamit.
Meget af regnskoven er blevet udnyttet til tømmerhugst og derefter ryddet til plantager for oliepalmer. Størstedelen af den tilbageværende regnskov er værnet som nationalparker. Faunaen er truet af den kraftige afskovning, som ødelægger deres oprindelige habitat. Dette gælder specielt arter, som også er udsatte for jagt, som næsehorn, elefanter og tigre.

### Klima
Landet har et tropisk regnskovsklima, som ændrer sig lidt gennem året. Temperaturerne holder sig stort set ved 30–32 °C midt på dagen og 22–25 °C om natten, men temperaturen bliver reduceret med ca. 6 °C for hver 1.000 m i højden.
Nedbøren er stort set jævnt fordelt gennem året men med en lille stigning i overgangsperioderne til monsunen i april–maj og oktober–november. I det store og hele kommer der en regn- eller tordenbyge omtrent hver anden dag. Undtagelserne er de områder, som møder vintermonsunen front mod front, som nordøstkysten af den malaysiske halvø samt de nordlige og østlige dele af Borneo. Her kan der forekomme store nedbørsmængder (over 600 mm om måneden) fra november til tidligt på foråret, og den årlige nedbørsnormal er omkring 2.000–3.000 mm. Luftfugtigheden vokser fra lav- til højlandet.
Landet er sårbart overfor klimaændringer i den grad de medfører hævet havniveau, nedbørsmængder og oversvømmelsesfare.
| Vejr for Kuala Lumpur, Malaysia   | Vejr for Kuala Lumpur, Malaysia | Vejr for Kuala Lumpur, Malaysia | Vejr for Kuala Lumpur, Malaysia | Vejr for Kuala Lumpur, Malaysia | Vejr for Kuala Lumpur, Malaysia | Vejr for Kuala Lumpur, Malaysia | Vejr for Kuala Lumpur, Malaysia | Vejr for Kuala Lumpur, Malaysia | Vejr for Kuala Lumpur, Malaysia | Vejr for Kuala Lumpur, Malaysia | Vejr for Kuala Lumpur, Malaysia | Vejr for Kuala Lumpur, Malaysia | Vejr for Kuala Lumpur, Malaysia |
|                                   | Jan                             | Feb                             | Mar                             | Apr                             | Maj                             | Jun                             | Jul                             | Aug                             | Sep                             | Okt                             | Nov                             | Dec                             | År                              |
| --------------------------------- | ------------------------------- | ------------------------------- | ------------------------------- | ------------------------------- | ------------------------------- | ------------------------------- | ------------------------------- | ------------------------------- | ------------------------------- | ------------------------------- | ------------------------------- | ------------------------------- | ------------------------------- |
| Gennemsnitlig maks °C             | 32                              | 32,8                            | 33,1                            | 33,1                            | 33                              | 32,8                            | 32,8                            | 32,3                            | 32,1                            | 32                              | 31,7                            | 31,5                            | 32,4                            |
| Gennemsnitlig °C                  | 27,7                            | 28,2                            | 28,6                            | 28,7                            | 28,8                            | 28,6                            | 28,1                            | 28,1                            | 28                              | 28                              | 27,8                            | 27,6                            | 28,2                            |
| Gennemsnitlig min °C              | 23,3                            | 23,6                            | 24                              | 24,3                            | 24,6                            | 24,3                            | 23,8                            | 23,9                            | 23,8                            | 24                              | 23,8                            | 23,6                            | 23,9                            |
| Gennemsnitlig nedbør mm           | 193                             | 198                             | 257                             | 290                             | 197                             | 131                             | 148                             | 162                             | 214                             | 265                             | 321                             | 252                             | 2,628                           |
| Kilde: Pogodaiklimat.ru (russisk) |                                 |                                 |                                 |                                 |                                 |                                 |                                 |                                 |                                 |                                 |                                 |                                 |                                 |

## Demografi
Ved folketællingen i 2010 havde Malaysia 28.334.135 indbyggere, hvilket gjorde det til verdens 42. mest folkerige land. Befolkningen er koncentreret på den malaysiske halvø. 70 % af befolkningen bor i urbaniserede områder. Spædbørnsdødeligheden i 2012 var 7 døde per 1.000 fødsler, mens den forventede levealder ved fødslen var 74,8 år.
Befolkningen er meget sammensat. I 2010 bestod 91,8 % af befolkningen af malaysiske statsborgere, hvoraf 67,4 % var bumiputera. Bumiputera er ikke entydig defineret, men de fleste er etniske malayer. Etniske malayer er defineret som muslimer, der praktiserer islam, regelmæssigt taler malajisk og holder sig til malaysiske skikke.
Omtalt som bumiputera bliver også visse ikke-malaysiske urfolk, som etniske thaier, khmer og cham samt indfødte i Sabah og Sarawak på Borneo. Ikke-malaysiske bumiputera udgør mere end halvdelen af Sarawaks befolkning og mere end to tredjedele af Sabahs befolkning. En samlebetegnelse for mindre stammer af urfolk på den malaysiske halvø er orang asli, "oprindelige mennesker".
Etniske minoriteter, som aldrig omtales som bumiputera, udgør en stor andel af befolkningen: 24,6 % af befolkningen er malaysiske kinesere, mens 7,3 % af befolkningen er af indisk eller tamilsk oprindelse. Kineserne udgør et flertal i befolkningen i Penang. Indere, flertallet af dem tamiler, begyndte at udvandre til Malaysia tidligt i 1800-tallet.
Malaysisk statsborgerskab bliver ikke bevilget til alle, som bliver født i Malaysia, men bliver givet til alle børn født af to malaysiske statsborgere uden for Malaysia. Dobbelt statsborgerskab er ikke tilladt. Delstaterne Sabah og Sarawak har egne og mere restriktive kriterier for tildeling af statsborgerskab. Alle malaysiske statsborgere over 12 år skal bære et legitimationskort.
De skønnet 3 millioner fremmedarbejderne, tæt på 10 % af befolkningen, som opholder sig i Malaysia, er knyttede til væksten i arbejdsintensive næringer. Mange af dem er ulovlige indvandrere. Sabah kan have så mange som 2 millioner ulovlige indvandrere. Malaysia husede pr 2009 omkring 171.500 flygtninge og asylanter, hvoraf de fleste var fra Burma (79.000), Filippinerne (72.400) og Indonesien (17.700). Både statstjenestemænd og en paramilitær gruppe, som er engageret af myndighederne for at bistå med grænsekontrol, har forgrebet sig på flygtninge og fremmedarbejdere.

### Sprog
Det officielle sprog i Malaysia er malajisk, en national standard for det malajiske sprog, som er meget lig indonesisk, som er en tilsvarende national standard i Indonesien. Myndighederne omtaler sproget som Bahasa Malaysia, "malaysisk sprog". Tidligere var administrationssproget i praksis engelsk, men malajisk blev enerådende efter raceoptøjerne i 1969. Sproglovgivningen af 1967 fastslår, at malajisk skal skrives med det latinske alfabet men åbner samtidig for brug af jawi, et arabisk alfabet som benyttes for flere sydøstasiatiske sprog. Nogle låneord fra malajisk i dansk er "amok", "batik" og "orangutang".
Engelsk benyttes aktivt som andetsprog af størstedelen af befolkningen og er tilladt brugt i nogle officielle sammenhænge. Malaysisk-engelsk er en national standard baseret på britisk engelsk og bliver meget brugt i forretningslivet. Desuden findes kreolsproget, manglish, et engelsk talesprog med stor påvirkning fra malajisk, kinesisk og tamilsk.
138 levende sprog bliver talt i Malaysia, og mange af disse er små, austronesiske sprog i slægt med malajisk. Malaysiske kinesere taler overvejende kinesiske dialekter fra de sydlige provinser i Kina, som mandarin, kantonesisk, hokkien, hakka, hainanesisk eller fuzhouhua. I lighed med Folkerepublikken Kina og Singapore skriver den kinesisksprogede befolkning i Malaysia forenklet kinesisk. De fleste malaysiske indere er tamiler, som taler tamilsk. En stor gruppe malayer snakker thai. Et lille antal malayer har kaukasisk oprindelse og taler kreolsprog, for eksempel baseret på portugisisk og spansk.

### Religion
Den malaysiske grundlov giver indbyggerne religionsfrihed, men islam er statsreligion. Myndighederne diskriminerer ikke-muslimer. Lovgivningen i landet er derimod sekulær, ikke baseret på sharia.
Ved folketællingen i 2010 var ca. 61,3 % af befolkningen muslimer, 19,8 % buddhister, 9,2 % kristne og 6,3 % hinduer, mens 1,3 % praktiserede traditionel kinesisk religion som konfucianisme og taoisme. 0,7 % anså sig selv som ikke-religiøse, mens de resterende 1,4 % af befolkningen praktiserede andre religioner eller undlod at oplyse om sin religiøsitet. Sunniislam med lovtraditionen shafi'i er den dominerende retning blandt muslimer i Malaysia.
De religiøse tilhørsforhold afspejler i høj grad etniske skillelinjer. Myndighedernes definition af etniske malayer forudsætter sunniislam som trosretning, brug af malajisk sprog, praktisering af malaysiske skikke og slægt fra Malaysia, Brunei eller Singapore. Ved folketællingen i 2010 identificerede 83,6 % af de malaysiske kineserne sig som buddhister med betydelige taoistiske og kristne minoriteter. 86,2 % af de malaysiske indere identificerede sig som hinduer med betydelige kristne og muslimske minoriteter. Ikke-malaysiske bumiputera fordelte sig stort set mellem kristendom (46,5 %) og islam (40,4 %).
En mængde kristne trosretninger er repræsenterede i landet, hvoraf de største er anglikanske, metodistiske eller katolske. De fleste kristne findes på Borneo. Myndighederne har indført restriktioner på bygning af nye kirker og censurerede bibler og andre kristne tekster, som bruger gudsnavnet Allah. Kristne symboler i det offentlige rum er blevet problematiserede.
Shariadomstolenes jurisdiktion er begrænset til muslimer i sager som arv, ægteskab, skilsmisse og frafald fra religionen.

## Historie
Moderne menneskelig bosættelse på Borneo kan spores omkring 40.000 år tilbage. Etniske grupper, som regnes til negritoerne, er den ældste påviselige gruppe af jægere og samlere i Malaysia. Ekspansionen af austronesisk talende jordbrugere fra Borneo til den malaysiske halvø skete 1.600–1.000 f.Kr. og fortrængte i stor grad urfolkene.
Malakkastrædet har i århundreder været den vigtigste handelsvej mellem Kina og Indien. Kinesiske og indiske handelsfolk etablerede havne og bosættelser på den malaysiske halvø i 100- og 200-tallet og spredte hinduismen og buddhismen. Den nordlige del af den malaysiske halvø udgjorde kongedømmet Langkasuka mellem 100- og 1400-tallet. Den sydlige del var styret af det hinduistiske Shrivijaya mellem 600- og 1200-tallet. Efter at Shrivijaya faldt, var det meste af nutidens Malaysia under kontrol af kongedømmet Majapahit. Malaysia kom under islamisk indflydelse fra 1300-tallet. Tidlig i 1400-tallet blev det muslimske kongedømme Malakka etableret af en tidligere fyrste i Shrivijaya. Malakka regnes som den første uafhængige statsdannelsen på den malaysiske halvø.

### Kolonitiden
Malakka blev erobret af portugiserne i 1511 og nederlænderne i 1641. Briterne kom til stede fra 1786, da sultanen af Kedah udlejede Penang til Det britiske Ostindiske kompagni. Briterne tog kontrol over Singapore i 1819 og Malakka i 1824 som følge af en aftale med nederlænderne. I 1867 blev de britiske besiddelser samlede til en kronkoloni. De malayiske kongedømmer kom gradvis under britisk kontrol og blev gjort til protektorater. I 1895 blev en del af dem samlet i De føderale malaystater. Johor på Malayahalvøens sydlige del stod uden for, og i 1909 overtog briterne overhøjheden over malaystater i nord fra Siam. Staterne gik under samlebetegnelsen ikke-føderale malaystater. Britisk Nordborneo var territorier overtaget fra sultanerne i Brunei og Sulu i 1877/1878. Sarawak blev i 1842 overdraget fra sultanen i Brunei til den britiske Brooke-familie, som styrede det uafhængige rajadømme frem til 1946, da Sarawak blev en britisk kronkoloni.
Under den japanske okkupation af Britisk Malaya under 2. verdenskrig mellem 1942 og 1945 blev der en voksende stemning for uafhængighed. Briternes planer i efterkrigstiden om at forene hele Malaya som én kronkoloni strandede på modstand fra de etniske malayere mod at afsætte de lokale ledere og at give statsborgerskab til den kinesiske minoritet. Den malayiske union blev grundlagt i 1946 og bestod af alle britiske områder i Malaya med undtagelse af Singapore, men unionen blev opløst allerede i 1948 og erstattet af Malaya-føderationen.
I 1948 begyndte en guerillakrig igangsat af kommunister i den daværende britiske koloni Malaya, og kampene fortsatte i godt ti år. Britiske tropper formåede der for første gang i moderne tid at besejre en guerillabevægelse fuldstændigt militært. En medvirkende årsag til dette var, at man tvangsforflyttede næsten en halv million mennesker fra den kinesiske minoritet i landet. Føderationen af Melayus lande, ofte kaldet Malaya-føderationen, blev en uafhængig stat i 1957 og gik sammen med Singapore samt staterne Sarawak og Sabah på Borneo om at danne føderationen Malaysia i 1963. I 1965 forlod bystaten Singapore føderationen, og siden har forholdet mellem de to stater været anstrengt. Siden 1957 har Malaya/Malaysia været en af medlemsstaterne i Commonwealth.

### Efter kolonitiden
Mahathir Mohamad var Malaysias længst siddende premierminister fra 1981 til 2003. I løbet af hans embedsperiode som premierminister spillede han en central rolle i at modernisere og udvikle Malaysias økonomi. Hans lederskab var præget af visionære politikker og initiativer, der bidrog til at skabe økonomisk vækst, infrastrukturudvikling og social fremgang i landet. Mahathir var en stærk fortaler for Malaysias suverænitet og styrkelse af landets internationale position.
Nuværende (november 2021) premierminister er Ismail Sabri Yaakob.

## Politik
Malaysia er et føderalt, konstitutionelt valgmonarki. Parlamentarismen i tråd med Westminster-modellen er en arv efter det britiske kolonistyre. Statsoverhovedet tituleres på malajisk som Yang di-Pertuan Agong, almindeligvis oversat til "konge". 9 af 11 delstater på den malaysiske halvø har stadig egne monarker. Blandt sig vælger monarkerne en konge for fem år. En uformel overenskomst gør, at positionen roterer mellem de ni. De fire delstater, som har guvernører i stedet for monarker som overhoveder, deltager ikke i udvælgelsen. Efter grundlovsændringer i 1994 er kongens rolle mest ceremoniel, men han udpeger formelt ministre og senatorer. Abdullah, sultan af Pahang, er Malaysias konge fra 2019.
Den lovgivende magt er delt mellem det føderale parlament og delstatsparlamenterne. Det føderale parlament har et tokammersystem med et underhus, Repræsentanternes hus, og et overhus, Senatet. Repræsentanternes hus har 222 repræsentanter valgt for fem år ved flertalsvalg i enkeltmandskredse. Senatet har 70 senatorer udnævnt for tre år, hvoraf de 26 er valgt af de 13 delstatsparlamenter, mens de resterende 44 er udnævnt af kongen efter forslag fra statsministeren. Det føderale parlament har et flerpartisystem domineret af partialliancen Barisan Nasional, som har regeret siden 1957. Anwar Ibrahim er premierminister siden 2022.

### Udenrigs- og sikkerhedspolitik
Den malaysiske forsvarsmagt hedder Angkatan Tentera Malaysia og er fordelt i tre våbengrene: Den malaysiske hær (Tentera Darat Malaysia), Den kongelige malaysiske marine (Tentera Laut Diraja Malaysia) og Det kongelige malaysiske luftvåben (Tentera Udara Diraja Malaysia). Det er frivillig militærtjeneste for alle over 18 år.
Den malysiske hær kan spores tilbage til Malay States Volunteer Rifles som eksisterede fra 1915-1936. I 1933 blev Det malaysiske regiment oprettet. I 1950-erne blev hæren udbygget, og den skiftede til sit nuværende navn i 1963.
Den kongelige malaysiske marine stammer fra en britisk-oprettet styrke kaldet Straits Settlement Volunteer Reserve Force, stiftet i 1934.  Denne blev udvidet under 2. verdenskrig men nedlagt i 1947. Den blev genoprettet allerede i 1948, og i 1963 blev den omdøbt til det nuværende navn.
Det kongelige malaysiske luftvåben blev oprindeligt oprettet som Malayan Auxiliary Air Force i 1936 og nedlagt efter 2. verdenskrig. I 1950 blev det genoprettet og omdøbt til det nuværende navn i 1963.

### Administrativ inddeling
Malaysia er en føderation og består af 13 delstater (Negeri) og tre føderale territorier (Wilayah Persekutuan). 11 af delstaterne og to af de føderale territorier ligger på Malakkahalvøen og de resterende to delstater og et føderalt territorium på øen Borneo.

### Malakkahalvøen
I parentes delstatens hovedstad
- Johor (Johor Baharu)
- Kedah (Alor Setar)
- Kelantan (Kota Bharu)
- Kuala Lumpur (Kuala Lumpur)
- Malakka (Malakka)
- Negeri Sembilan (Seremban)
- Pahang (Kuantan)
- Perak (Ipoh)
- Perlis (Kangar)
- Pinang (George Town)
- Putrajaya (Putrajaya)
- Selangor (Shah Alam)
- Terengganu (Kuala Terengganu)

### Borneo
I parentes delstatens hovedstad
- Labuan (Bandar Labuan)
- Sabah (Kota Kinabalu)
- Sarawak (Kuching)

Kuala Lumpur, Putrajaya og Labuan er føderale territorier.
De 13 delstater er baserede på historiske, malaysiske kongedømmer, og 9 af 11 delstater på den malaysiske halvø har stadig egne monarker: De syv sultanater Johor, Kedah, Kelantan, Pahang, Perak, Selangor og Terengganu, rajadømmet Perlis samt valgmonarkiet Negeri Sembilan. Overhovederne i de fire resterende delstater, Sabah, Sarawak, Penang og Malakka, er guvernører udpegede af kongen i samråd med førsteministeren i de respektive delstater. De tre føderale territorier er Kuala Lumpur, det nye regeringssæde Putrajaya og øen Labuan. 
Opgaverne i delstaterne er fordelt mellem de føderale og de lokale myndigheder, og de føderale myndigheder styrer de føderale territorier direkte. Hver delstat har et parlament, en regering og sin egen grundlov. Sabah og Sarawak har betydeligt mere autonomi end de andre delstater, i første række mere restriktive kriterier for opholdstilladelse og statsborgerskab. Hver delstat er inddelt i distrikter, som atter er inddelte i kommuner. I delstater Sabah og Sarawak er distrikterne inddelte i divisioner. Den enkelte delstat bestemmer den videre delegering af opgaver til eksempelvis bystyrer, distriktsstyrer og kommunestyrer. Der findes 11 bystyrer, 33 kommunestyrer og 97 distriktsstyrer. Det hænder, at føderale myndigheder griber ind i de lokale myndigheders anliggender.

## Samfund

### Uddannelse
Næsten hele den voksne befolkning kan læse og skrive. Skolevæsenet består af en frivillig førskole, efterfulgt af en seksårig, obligatorisk grundskole og en femårig, frivillig videregående skole. Grundskolen er delt i nationale grundskoler, som underviser på malajisk, og minoritetssprogede skoler, som underviser på kinesisk eller tamilsk. Mellem 2003 og 2012 blev engelsk benyttet som undervisningssprog i matematik og naturfag i alle offentlige skoler.
Efter afgangseksamen fra den videregående skole kan man tage en etårig, universitetsforberedende uddannelse. 90 % af studiepladserne ved den universitetsforberedende uddannelse er forbeholdt bumiputera. I 2013 fandtes det 20 offentlige universiteter, 37 private universiteter, 20 private universitetskollegier, 7 campus tilknyttede udenlandske universiteter og 414 private højskoler i Malaysia.

### Sundhed
Malaysia har et offentlig sundhedsvæsen med gratis lægekonsultation for befolkningen. Der findes også et privat sundhedsvæsen. For at gøre Malaysia mere attraktivt for såkaldt sundhedsturisme, hvor udlændinge besøger landet for at modtage medicinsk behandling, investerer myndighederne store ressourcer i sundhedsvæsenet. De fleste udenlandske patienter kommer fra Indonesien, Singapore, Japan og Mellemøsten.

## Økonomi
- Urbanisering: 54 % (1998)
- BNP: 127,94 mia. US-Dollar (2005)
- BNP per indbygger: 9.700 US-Dollar (2004)
- Beskæftigelse: Industri (44 %), tjenester (43 %), landbrug (13 %)

Malaysia er et nylig industrialiseret land med en åben markedsøkonomi. Statens betydning i økonomien er aftagende. Malaysia er den 3. største økonomi i Sydøstasien efter de mere folkerige Indonesien og Thailand, og den 29. største i verden, målt i estimeret købekraftsparitet for 2014. I perioden 2000–2014 voksede Malaysias BNP i gennemsnit med 4,7 % årlig. I perioden 1998–2014 lå arbejdsløsheden i gennemsnit på 3,3 %.
I 1970'erne begyndte en ændring fra en minedrifts- og jordbrugsbaseret økonomi til en mere alsidig næringsstruktur. Mens Japan begyndte sin industrialisering lige efter 2. verdenskrig, skete den samme udvikling i Hongkong, Singapore, Taiwan og Sydkorea fra midten af 1960'erne. Fra midten 1980-erne skete en hurtig, eksportdrevet industrialisering i Indonesien, Malaysia og Thailand, kaldet andengenerations tigerøkonomier.
Siden midten af 1980'erne er der sket en stærk industriel udvikling. Som følge heraf er landet rykket op i rækken af de såkaldte »Tærskellande« eller asiatiske »Tigerstater«. Malaysia anses for at være et af de økonomisk og politisk mest stabile lande i Sydøstasien. Der føres en såkaldt konvergens af tradition og modernitet samt islam og kapitalisme. Gennem denne nyorientering oplevede landet en fundamental forandring fra en tidligere agrarstat til en teknologisk og kapitalintensiv industriplacering. Fra begyndelsen af 1980'erne til midten af 1990'erne voksede Malaysias BNP med næsten 8 % årlig. Asienkrisen ramte Sydøstasien hårdt, men genoprettelsen gik hurtigere i Malaysia end i nabolandene. Malaysia afslog hjælp fra IMF men efterlignede fondets tiltag i nabolandene og blev hjulpet af den internationale konjunkturudvikling. Vigtige betingelser for Malaysias vækst har været stor vækst i arbejdsstyrken, høje sparerater, høje investeringsrater, god tilgang på udenlandske markeder og kapital, høj efterspørgsel efter industriprodukter samt mobilisering af økonomisk vækst. Malaysia har ført en økonomisk politik med sigte på overskud eller balance på offentlige budgetter, stabile realrenter og lav inflation.
Malaysia er rig på naturressourcer (tin, gummi, palmeolie). Råolie, naturgas og kemikalier er vigtige eksportvarer. Produktion af råvarer som ris, gummi, palmeolie og tin har fortsat stor betydning. Malaysia har et godt udbygget elektricitetsnet. Størstedelen af energiforsyningen er baseret på olie og gas, i mindre grad vandkraft. Næsten hele befolkningen har adgang til rent drikkevand.
| Økonomiske nøgletal      | 2006    | % af BNP | 2009    | % af BNP | 2012     | % af BNP | 2015    | % af BNP | Kilder             |
| ------------------------ | ------- | -------- | ------- | -------- | -------- | -------- | ------- | -------- | ------------------ |
| BNP mia MYR              | 593,0   |          | 712,9   |          | 941,2    |          | 1.156,0 |          | IMF                |
| BNP mia US$              | 162,7   |          | 202,3   |          | 304,9    |          | 359,0   |          | IMF, Verdensbanken |
| BNP/indb US$             | 6.194,7 |          | 7.312,0 |          | 10.507,8 |          |         |          | IMF, Verdensbanken |
| BNP realvækst            |         | 5,6      |         | -1,5     |          | 5,6      |         | 4,8      | IMF, Verdensbanken |
| Konsumpriser, ændring    | 3,6     |          | 0,6     |          | 1,7      |          | 3,2     |          | IMF                |
| Renter, 3 mnd            | 3,7     |          | 2,2     |          | 3,2      |          | 3,9     |          | IMF                |
| Investering              | 36,9    | 22,7     | 36,1    | 17,8     | 79,1     | 25,9     |         | 27,6     | IMF, Verdensbanken |
| Arbejdsløshed, % (ILO)   | 3,3     |          | 3,7     |          | 3,0      |          | 3,0     |          | IMF, Verdensbanken |
| Eksport mia US$          | 182,6   | 112,2    | 186,4   | 91,4     | 265,5    | 85,3     | 270,0   |          | IMF, Verdensbanken |
| Import mia US$           | 160,3   | 90,4     | 160,2   | 71,1     | 254,7    | 73,7     | 275,0   |          | IMF, Verdensbanken |
| Handelsbalance mia US$   | 35,5    | 21,8     | 41,0    | 20,3     | 35,3     | 11,6     | 15,0    | 4,2      | IMF, Verdensbanken |
| Betalingsbalance mia US$ | 26,2    | 16,1     | 31,8    | 15,7     | 18,6     | 6,1      | 10,4    | 2,9      | IMF, Verdensbanken |
| Budgetbalance, primær    |         | -1,2     |         | -4,7     |          | -3,1     |         | -1,0     | IMF                |

For at tiltrække udenlandske direkte investeringer har Malaysia 11 frihandelszoner, 2 frihavne og 4 specielle økonomiske zoner. Telekommunikationen i Malaysia er den næstbedst udbyggede i Sydøstasien, efter Singapore. Malaysia har verdens største islamiske bank- og finansvæsen og det største antal af kvinder, som arbejder i branchen. Der findes omkring 200 industriparker, og Malaysia er blandt verdens største eksportører af elektroniske komponenter, solceller og informationsteknologi. Landet har også en voksende forsvarsindustri. Malaysia påbegyndte sit eget rumfartsprogram i 2002.
Der er økonomiske forskelle mellem de etniske grupper. Malaysiske kinesere udgør 30 % af befolkningen men besidder cirka 70 % af markedsværdierne i landet. Mange kinesere er en del af det såkaldte bambusnetværk i Sydøstasien, et uformelt forretningsnetværk funderet på princippet om guanxi. Samtidig har Malaysia også et betydelig indslag af banker, som tilbyder såkaldt Islamic Banking i tråd med Koranens rentelære. 
Malaysia indførte fra 2015 merværdisystemet (moms), før dette havde landet kun en salgsskat (GST) på hvert salgsled. Dermed blev Malysia i 2015 et af de sidste industrialiserede lande i verden til at indføre merværdiafgift. 

### Transport
Malaysia har et af Asiens bedst udbyggede vejnet med en samlet længde på 144.403 km. Det føderale vejnet har en samlet længde på 49.935 km, hvoraf størstedelen er belagt med oliegrus, undtaget nogle strækninger med beton eller asfalt. Størstedelen af vejnettet har to kørebaner. Malaysia har over 1.798 km med motorvej, og strækningen langs vestkysten af Malayahalvøen forbinder storbyer som Kuala Lumpur, Penang og Johor Bahru. Motorvejen er en del af det asiatiske motorvejsnet og fører videre til Thailand og Singapore. Vejnettet på Borneo er dårligere udbygget end på Malayahalvøen. Malaysia har praktiseret venstrekørsel, siden det blev indført af det britiske kolonistyre i 1903.
Jernbanenettet er statsdrevet og har en samlet længde på 1.833 km, hvoraf 767 km er dobbeltsporet og elektrificeret. Jernbanenettet dækker størstedelen af Malayahalvøen og er forbundet med Thailand. På Borneo findes jernbane kun i delstaten Sabah. Nogle byer, deriblandt Kuala Lumpur, har et letbanenet for at aflaste vejtrafikken.
Malaysia har 114 lufthavne per 2013, heraf 39 med fast belægning. Det statslige flyselskab er Malaysia Airlines. Den største og travleste lufthavn i Malaysia er Kuala Lumpur International Airport i Sepang med over 48,9 millioner passagerer i 2014, heraf over 25,4 millioner internationale. Blandt andre store lufthavne er Kota Kinabalu International Airport og Penang International Airport med henholdsvis 6,9 og 5,4 millioner passagerer i 2013.
Malakkastrædet er en af de vigtigste skibsruter i verden. To af godshavnene i landet, Port Klang i Selangor og Tanjung Pelepas i Johor, var blandt de 20 travleste i verden i 2013 med 10,3 og 7,6 millioner containerenheder. Havnene er de travleste i Sydøstasien efter havnen i Singapore.

## Kultur
Malaysia er et multietnisk, multikulturelt og flersproget samfund. Den oprindelige kultur i området stammede fra indfødte stammer, der beboede det, sammen med malajer, der senere flyttede dertil. Betydelig indflydelse eksisterer fra kinesisk og indisk kultur, der går tilbage til, da udenrigshandel begyndte. Andre kulturelle påvirkninger omfatter persiske, arabiske og britiske kulturer. På grund af strukturen i regeringen kombineret med den sociale kontraktteori har der været minimal kulturel assimilation af etniske minoriteter.
I 1971 udformede regeringen en "National Kultur Politik", der definerer malaysiske kultur. Det erklærede, at malaysiske kultur skal være baseret på kulturen hos de oprindelige folk i Malaysia, at den kan inkorporere egnede elementer fra andre kulturer, og at islam skal spille en rolle i den. Den fremmer også malajisk sprog frem for andre. [240] Dette regeringsindgreb i kulturen har skabte vrede blandt ikke-malajer, som føler deres kulturelle frihed blev mindsket. Både kinesiske og indiske foreninger har afgivet memoranda til regeringen, hvori de beskylder den for at formulere en udemokratisk kultur politik.
Der eksisterer nogle kulturelle konflikter mellem Malaysia og nabolandene, navnlig Indonesien. De to lande har en lighedspræget kulturarv, deler mange traditioner og elementer. Imidlertid er tvister opstået over tingene lige fra kulinariske retter til Malaysia nationalsang. Stærke følelser eksisterer i Indonesien om at beskytte deres nationale arv. Den malaysiske regering og den indonesiske regering har mødtes for at afdramatisere nogle af de spændinger som følge af de overlapninger i kultur. Følelserne er ikke så stærke i Malaysia, hvor de fleste anerkender, at mange kulturelle værdier deles.

### Materiel kunst
Traditionel malaysisk kunst var primært centreret om områderne udskæring, vævning, og sølvsmedekunst. Traditionel kunst spænder fra håndvævede kurve i landdistrikterne til sølvarbejder ved de malaysiske domstole. Fælles kunstværker inkluderer ornamental kris (dolk), betelnøddesæt, vævet batik og Songket-tekstiler. Oprindelige østmalaysiere er kendt for deres træmasker. Hver etnisk gruppe har forskellig scenekunst med lidt overlap mellem dem. Malajisk kunst udviser nogen nordindisk indflydelse på grund af den historiske indflydelse fra Indien.

### Musik
Traditionel malaysisk musik og scenekunst synes at have sin oprindelse i Kelantan-Pattani regionen med påvirkninger fra Indien, Kina, Thailand og Indonesien. Musikken er bygget op omkring slagtøjsinstrumenter, det vigtigste af dem er gendang (en tromme). Der er mindst 14 typer af traditionelle trommer. Trommer og andre traditionelle slagtøjsinstrumenter er ofte lavet af naturlige materialer. Musik er traditionelt anvendt til historiefortælling, fejrer livscyklus begivenheder og lejligheder såsom en høst. Det blev engang brugt som en form for langdistance-kommunikation. I Østmalaysia, gong-baserede musikalske ensembler som agung og kulintang er almindeligt anvendt i ceremonier såsom begravelser og bryllupper. Disse ensembler er også almindelig i naboregionerne som i Mindanao i Filippinerne, Kalimantan i Indonesien, og Brunei.

### Køkken
Malaysias køkken afspejler den multietniske sammensætning af befolkningen. Mange kulturer fra landet og fra de omkringliggende regioner har stor indflydelse på køkkenet. Meget af indflydelsen kommer fra malajisk, kinesisk, indisk, thai, javanesisk og Sumatra kulturer. Det skyldes i høj grad, at landet har været en del af den gamle krydderirute. Køkkenet er meget lig det i Singapore og Brunei og har også lighed med filippinske køkken. De forskellige stater har varierede retter, og ofte er maden i Malaysia forskellig fra de originale retter.
Sommetider er mad, som ikke findes i sin oprindelige kultur, assimileret ind i en anden; for eksempel serverer kinesiske restauranter i Malaysia ofte malaysisk retter. Mad fra én kultur er undertiden også tilberedte ved hjælp stilarter taget fra en anden kultur, For eksempel, sambal belacan (rejepasta) er almindeligt anvendt som ingrediens i kinesiske restauranter at skabe "vandspinat" (kangkung belacan). Dette betyder, at selv om meget af malaysiske fødevarer kan spores tilbage til en bestemt kultur, har de deres egen identitet. Ris er populær i mange retter. Chili er almindeligt forekommende i lokale køkken, selv om dette ikke nødvendigvis gør dem krydrede.

### Medier
Malaysias vigtigste aviser er ejet af regeringen og de politiske partier i regeringskoalitionen , selv om nogle store oppositionspartier har også deres egen presse, som bliver åbent solgt ved siden af de offentlige aviser. Der er en kløft mellem medierne i de to halvdele af landet. Halvø-baserede medier giver lav prioritet til nyheder fra Østen og behandler ofte de østlige stater som kolonier af halvøen. Medierne har fået skylden for stigende spændinger mellem Indonesien og Malaysia og for at give malaysiere et dårligt billede af indonesere. Landet har malaysisk, engelsk, kinesisk, og tamilske dagblade.
Pressefrihed er begrænset med mange restriktioner på udgivelsesrettigheder og informationsformidling. Regeringen har tidligere forsøgt at slå ned på oppositionens aviser inden valget. I 2007 udstedte et statsligt organ et direktiv til alle private tv- og radiostationer om at afstå fra at udsende taler foretaget af oppositionsledere, et træk fordømt af politikere fra oppositionen, Demokratisk aktionsparti. Sabah, hvor al presse med en enkelt undtagelse er uafhængig af regeringens kontrol, har den frieste pressesituation i Malaysia. Love såsom Printing Presses and Publikations Act er også blevet nævnt som indskrænkende for ytringsfriheden.

### Højtider og festdage
Malaysiere markerer en række helligdage og festligheder i løbet af året. Nogle er føderalt vedtagne helligdage, og nogle er besluttet af de enkelte stater. Andre mærkedage er markerede af bestemte etniske eller religiøse grupper, og den vigtigste festlighed for hver større gruppe er blevet erklæret en helligdag. Den mest markerede nationale helligdag er Hari Merdeka (Uafhængighedsdag) den 31. august, til minde om uafhængigheden for Federation of Malaya i 1957. Malaysia Dag den 16. september markerer føderation i 1963. Andre bemærkelsesværdige nationale helligdage er 1. maj og kongens fødselsdag (første uge af juni).
Muslimske helligdage er fremtrædende eftersom islam er statsreligion; Hari Raya Puasa (også kaldet Hari Raya Aidilfitri, malaysisk for Eid al-Fitr), Hari Raya Haji (også kaldet Hari Raya Aidiladha, Malay for Eid ul-Adha), Maulidur Rasul (fødselsdag af profeten), og andre overholdes. malaysiske kinesere fejrer festligheder såsom kinesisk nytår og andre, der vedrører traditionelle kinesiske festlige mærkedage. Hinduer i Malaysia fejrer Deepavali, lysfestivalen, mens Thaipusam er et religiøst ritual, hvorunder pilgrimme fra hele landet mødes ved Batugrotterne. Malaysias kristne samfund fejrer de fleste af de helligdage, der også fejres af kristne andre steder, især jul og påske. Østmalaysiere fejrer også en høstfest kendt som Gawai, og en anden kendt som Kaamatan. På trods af de fleste festligheder kan identificeres med en bestemt etnisk eller religiøs gruppe, er festerne almene og fælles. Ved "åbent hus" deltager malaysiere i fejringen af andre, og besøger ofte huse tilhørende dem, der identificerer sig med festivalen.

### Sport
Populære sportsgrene i Malaysia omfatter fodbold, badminton, hockey, bowls, tennis, squash, kampsport, ridning, sejlsport, og skateboarding. Fodbold er den mest populære sport i Malaysia, og landet er ved at undersøge muligheden for byde ind som del af et fælles værtsskab for FIFA World Cup i 2034. Badmintonkampe tiltrækker tusindvis af tilskuere, og siden 1948 har Malaysia været et af fire lande, der her vundet Thomas Cup, mændenes verdens-holdmesterskabet i badminton. Den malaysiske Lawn Bowls Federation blev registreret i 1997. Squash blev bragt til landet af medlemmer af den britiske hær, med den første konkurrence blev afholdt i 1939. Squash Ketcher Association of Malaysia blev oprettet den 25. juni 1972. Malaysia har foreslået en sydøstasiatiske fodboldliga. Mændenes nationale hockeyhold rangerede som nr. 13 i verden i december 2015. Den 3. Hockey World Cup blev afholdt på Merdeka Stadium i Kuala Lumpur, samt den 10. cup. Landet har også sin egen Formula One track-Sepang International Circuit. Det er på 310.408 km, og holdt sit første Grand Prix i 1999. Traditionelle sportsgrene omfatter Silat Melayu, den mest almindelige form for kampsport praktiseres af etniske malajer i Malaysia, Brunei og Singapore.
Sammenslutningen Malaya Olympiske Råd blev dannet i 1953 og blev anerkendt af IOC i 1954. Det deltog først i Olympiske Lege i Melbourne i 1956. Rådet blev omdøbt til Det olympiske Råd Malaysia i 1964 og har deltaget i alle bortset fra én Olympiske Lege siden sin fremkomst. Det største antal sportsfolk nogensinde sendt til OL var 57 til 1972 München OL. Malaysiske atleter har vundet i alt seks olympiske medaljer, fem i Badminton, en i Platform dykning. Landet har konkurreret i Commonwealth Games siden 1950 som Malaya, og 1966 som Malaysia, og Kuala Lumpur var vært i 1998. De mest almindelige kampsportsgrene er Silat Melayu, kickboksning eller tomoi.